# Luigi Dei Bei

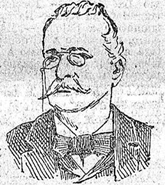
Luigi Dei Bei

Luigi Dei Bei (Venetië, 29 november 1830 – Mira, 1 september 1905) was een magistraat en senator in het koninkrijk Italië.

## Levensloop

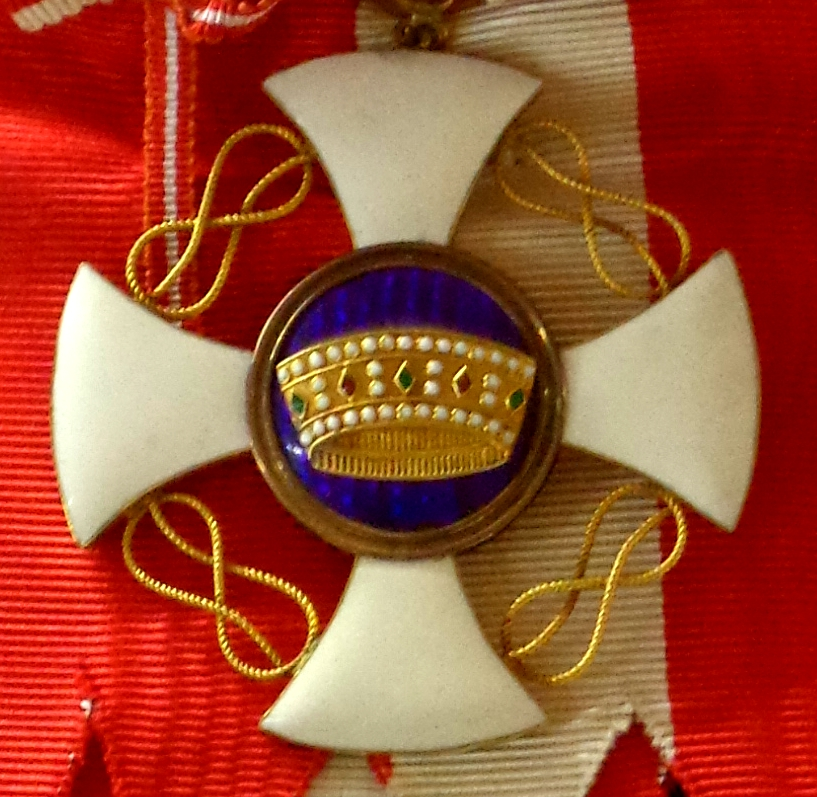
Orde van de Italiaanse Kroon

Dei Bei groeide op in Venetië, meer bepaald in Mestre, gelegen in het koninkrijk Lombardije-Venetië, een deel van het Keizerrijk Oostenrijk. Hij vocht in de Eerste Italiaanse Onafhankelijkheidsoorlog en studeerde tevens recht aan de universiteit van Padua. Vanaf 1855 startte hij zijn carrière in de magistratuur, onder het Oostenrijks regime in Venetië.
Vanaf 1866, nadat Veneto opgegaan was in het koninkrijk Italië, volgden de benoemingen elkaar op. Dei Bei was achtereenvolgens substituut-procureur des Konings bij het parket van Padua (1866), Vicenza (1866), Venetië (1870) en procureur in Conegliano (1871) en Vicenza (1873). Dei Bei kreeg de bevordering tot voorzitter van de rechtbank van Venetië (1876) en werd kort nadien raadsheer bij het Hof van Beroep van Venetië (1877).
Vanaf 1889 was Dei Bei in Rome bekleed met het ambt van substituut-procureur-generaal bij het Hof van Cassatie en voorzitter van het Hof van Beroep (1892). Hij verliet Rome om eerste voorzitter te worden van het Hof van Beroep in Genua (1895), in Milaan (1897) en weerom in Venetië (1899). Hij werd bevorderd tot eerste voorzitter van het Hof van Cassatie in Florence (1903), wat hij bleef tot zijn dood.
Vanaf 1904 was hij lid van de Senaat in Rome, waar hij zetelde op de bank van de magistraten van de Hoven van Cassatie. Hij stierf in Mira in de regio Veneto. Hij was vereerd met de Orde van de Italiaanse Kroon en de Orde van Sint-Mauritius en Sint-Lazarus. 